# Freziera punctata
Espèce
Statut de conservation UICN

 VU B1+2c, D2 : Vulnérable
Freziera punctata est une espèce de plantes à fleurs de la famille des Pentaphylacaceae.